# Legio XXII Primigenia
Legio seconda vigesima Primigenia ou Legio XXII Primigenia ("Vigésima-segunda legião Afortunada") foi uma legião do exército imperial romano dedicada à deusa Fortuna Primigenia. Foi criada em 39 d.C. pelo imperador Calígula para ser utilizada em suas campanhas pela Germânia. A vigésima-segunda passou a maior parte de sua existência em Mogoncíaco (moderna Mainz, na Alemanha), na época parte da Germânia Superior. Seus símbolos eram o capricórnio e o semideus Hércules.

## História
A XXII Primigenia tinha como principal missão guardar a fronteira do Reno, parte do Limes Germanicus. Assim como o resto do exército germânico, apoiou Vitélio no ano dos quatro imperadores (69). Durante a Revolta dos Batavos, sob o comando de Caio Dílio Vócula, foi a única legião germânica a sobreviver aos ataques rebeldes e que permaneceu em seu acampamento, defendendo Mogoncíaco. E ali permaneceram pelo menos até o final do século III. Adriano, antes de tornar-se imperador, foi tribuno militar da XXII entre 97 e 98.
Apesar de o acampamento no Reno ser a base principal, vexillationes da XXII participaram da construção da Muralha Antonina, na Caledônia (Escócia), no século II e nas campanhas contra o Império Sassânida (c. 235). 
A legião ainda estava em Mogoncíaco na época de um ataque dos alamanos em 235 e foi responsável pelo linchamento do imperador Alexandre Severo quando ele tentou negociar com o inimigo, aclamando Maximino Trácio na sequência como novo imperador.
Em 268, a Primigenia provavelmente estava entre as forças de Galiano na Batalha de Naísso, uma importante vitória sobre os godos. No ano seguinte, a XXII se revoltou contra Póstumo e elegeu seu próprio comandante, Leliano, como imperador do Império das Gálias